# Jagged Little Pill Acoustic
Jagged Little Pill Acoustic akustična je verzija uspješnog albuma Alanis Morissette Jagged Little Pill. Album je objavljen 13. lipnja 2005., točno na desetgodišnjicu originalnog Jagged Little Pilla. U početku prodaje bio je dostupan samo u sjevernoameričkom lancu trgovina Starbucks do 26. srpnja 2005., od kada je postao dostupan i ostalim dobavljačima. Ovaj slučaj doveo je do rasprave između izdavača Alanis Morissette (Maverick Records) i HMV Canada, koji je za to vrijeme povukao iz ponude cijeli katalog Alanis Morissette.

## Popis pjesama
1. "All I Really Want"
2. "You Oughta Know"
3. "Perfect"
4. "Hand In My Pocket"
5. "Right Through You"
6. "Forgiven"
7. "You Learn"
8. "Head Over Feet"
9. "Mary Jane"
10. "Ironic"
11. "Not the Doctor"
12. "Wake Up"
13. "Your House" *(skrivena pjesma)

- Na originalnom Jagged Little Pill-u iz 1995. ova pjesma bila je a cappella verzija, ali za ovaj album praćena je akustičnim instrumentima.

## Suradnici na albumu
Sve tekstove pjesama napisala je Alanis Morissette

Glazbu napisali Alanis Morissette i Glen Ballard

Producirao Glen Ballard

Miješao i snimio Bill Malina

Alanis Morissette: Vokali, Harmonika

David Levita: Gitare, Marxofon, Perapaloshka, Mandolina

Blair Sinta: Bubnjevi, Udaraljke, Marake, Cajon

Zac Rae: Klavir, Klavijature, Orgulje, Orgulje na pumpanje

Jason Orme: Gitare

Cedric Lemoyne: Bas

Glen Ballard: Gudački aranžman

Suzie Katayama: Gudački aranžman, Dirigent

Ralph Morrison: Violina I

Sara Parkins: Violina II

Roland Kato: Viola

Steve Erdody: Violončelo